# Jungwoo
Kim Jung-woo (hangul: 김정우; Gunpo, Provincia de Gyeonggi, 19 de febrero de 1998), conocido como Jungwoo es un cantante y bailarín surcoreano. En enero de 2018, fue presentado como integrante de NCT, debutando oficialmente al mes siguiente.

## Primeros años
Jungwoo nació en Gunpo, Gyeonggi, Corea del Sur, el 19 de febrero de 1998. Su familia está formada por sus padres y una hermana mayor. Asistió a la escuela secundaria técnica Gimpo Jeil, donde se graduó en ingeniería mecánica (nivel técnico). Desde muy joven Jungwoo ya mostraba interés por la danza y desde temprana edad mostraba un talento musical, por lo que, siguiendo esta vocación, realizó una audición para SM Entertainment, la cual fue aprobada, convirtiéndose en aprendiz de la agencia, donde entrenó durante tres años.

## Carrera

### 2015-presente: Inicio de carrera
Entre 2015 y 2016, participó en algunos conciertos de SMRookies Show, vistiendo una máscara y representando el número 9. En abril de 2017, Jungwoo fue presentado oficialmente al público como miembro de SM Rookies, protagonizando el vídeo musical de la canción «Paper Umbrella» de Yesung.
Fue presentado como miembro de NCT en enero de 2018. Debutó como miembro de la subunidad NCT U con el lanzamiento de la canción «Boss» en febrero del mismo año. A mediados de septiembre, SM Entertainment anunció que NCT 127 lanzaría su primer álbum de estudio, titulado Regular-Irregular, el 12 de octubre con la incorporación de Jungwoo. A principios de febrero de 2019, participó en Idol Star Athletics Championships. El 16 de agosto, SM Entertainment anunció que Jungwoo tomaría un descanso debido a problemas de salud, y en noviembre de ese año, la agencia anunció que su salud estaba mejorando y que posiblemente se uniría a NCT 127 en 2020. Después de largos meses de recuperación, el 23 de enero de 2020, SPOTV News anunció el regreso de Jungwoo al grupo. En abril del mismo año, protagonizó el segundo episodio de To You , un programa de estilo confesional en el que un miembro de NCT 127 graba un mensaje a otro integrante. Al lado de Doyoung, copresentó el programa Late Night Punch Punch Show en mayo.